# (314) Rosalia
(314) Rosalia ist ein Asteroid des äußeren Hauptgürtels, der am 1. September 1891 vom französischen Astronomen Auguste Charlois am Observatoire de Nice entdeckt wurde.
Ein Bezug dieses Namens zu einer Person oder einem Ereignis ist nicht bekannt.

## Wissenschaftliche Auswertung
Aus Ergebnissen der IRAS Minor Planet Survey (IMPS) wurden 1992 Angaben zu Durchmesser und Albedo für zahlreiche Asteroiden abgeleitet, darunter auch (314) Rosalia, für die damals Werte von 59,7 km bzw. 0,08 erhalten wurden. Eine Auswertung von Beobachtungen durch das Projekt NEOWISE im nahen Infrarot führte 2011 zu vorläufigen Werten für den Durchmesser und die Albedo im sichtbaren Bereich von 66,8 km bzw. 0,08. Nachdem die Werte nach neuen Messungen mit NEOWISE 2012 auf 70,1 km bzw. 0,04 geändert worden waren, wurden sie 2014 auf 60,7 km bzw. 0,07 korrigiert. Nach der Reaktivierung von NEOWISE im Jahr 2013 und Registrierung neuer Daten wurden die Werte 2015 zunächst mit 57,4 km bzw. 0,05 angegeben und dann 2016 korrigiert zu 47,1 oder 58,7 km bzw. 0,07 oder 0,05, diese Angaben beinhalten aber alle hohe Unsicherheiten.
Eine spektroskopische Untersuchung von 820 Asteroiden zwischen November 1996 und September 2001 am La-Silla-Observatorium in Chile ergab für (314) Rosalia eine taxonomische Klassifizierung als B-Typ.
Photometrische Messungen des Asteroiden fanden erstmals statt vom 18. bis 21. Juni 2002 am Stull Observatory in New York. Aus der aufgezeichneten lückenhaften Lichtkurve wurde eine Rotationsperiode etwa 16,8 h abgeleitet. Demgegenüber führten Beobachtungen vom 21. April bis 2. Mai 2006 während fünf Nächten am Palmer Divide Observatory in Colorado, bei denen ebenfalls eine lückenhafte Lichtkurve registriert wurde, zu einem deutlich abweichenden Wert für die Rotationsperiode von 20,43 h.
Weitere Beobachtungen vom 19. bis 22. Mai 2007 am Oakley Observatory in Indiana mit einer abgeleiteten Periode von 20,369 h standen in guter Übereinstimmung mit dieser längeren Periode. Messungen vom 11. Dezember 2015 bis 28. Januar 2016 am Organ Mesa Observatory in New Mexico ergaben eine sehr detaillierte Lichtkurve, mit der eine sichere Bestimmung einer verbesserten Rotationsperiode von 20,465 h gelang.
Aus archivierten Daten des Asteroid Terrestrial-impact Last Alert System (ATLAS) aus dem Zeitraum 2015 bis 2018 wurden in einer Untersuchung von 2020 mit der Methode der konvexen Inversion für ein dreidimensionales Gestaltmodell des Asteroiden zwei alternative Rotationsachsen mit prograder Rotation mit einer Periode von 20,4678 h bestimmt. Aus den Daten von ATLAS konnte in einer Untersuchung von 2022 mit der Methode der konvexen Inversion noch einmal eine Rotationsperiode von 20,467 h bestimmt werden.